# Moskeeën in Soedanese stijl in Noord-Ivoorkust

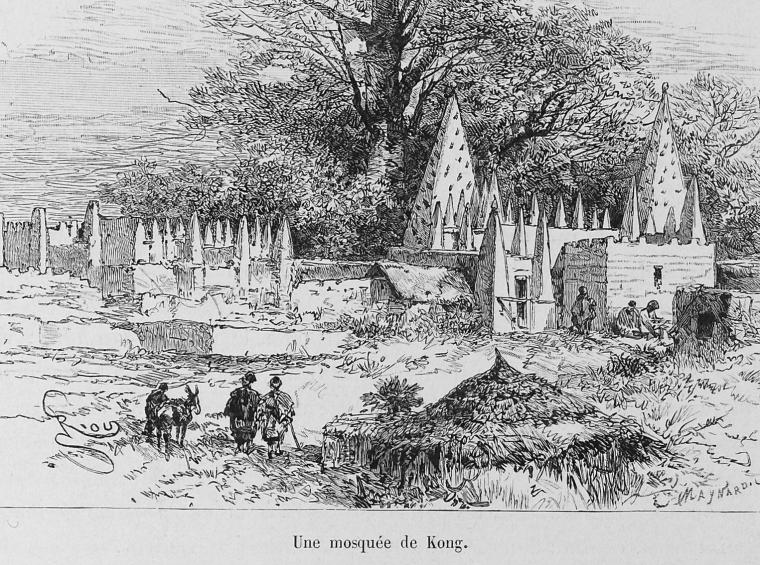
Kleine Moskee van Kong, een schets in 1892 gepubliceerd in Du Niger au Golfe de Guinée par le pays de Kong et le Mossi, par le capitaine Binger (1887-1889)

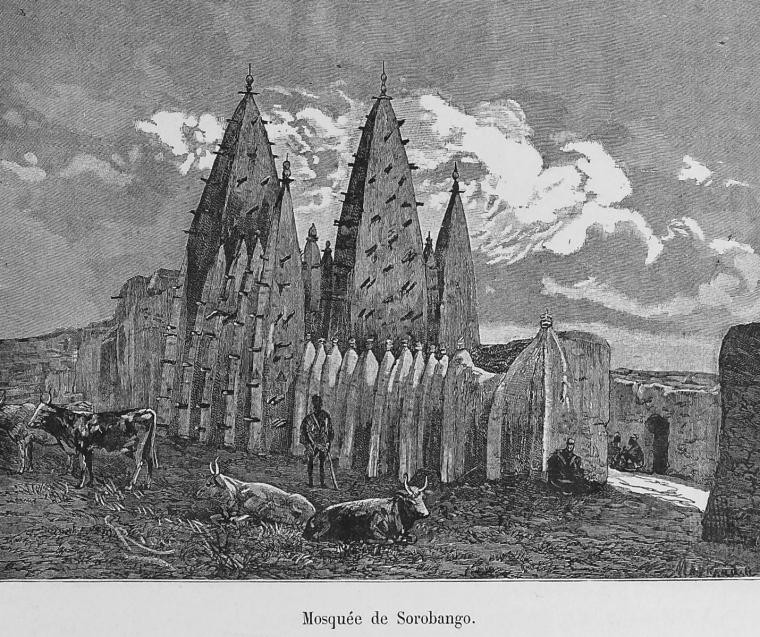
Moskee van Sorobango, een schets in 1892 gepubliceerd in Du Niger au Golfe de Guinée par le pays de Kong et le Mossi, par le capitaine Binger (1887-1889)

Met de Moskeeën in Soedanese stijl in Noord-Ivoorkust (Frans: Mosquées de style soudanais du nord ivoirien) wordt een selectie van acht adobe moskeeën aangeduid in Ivoorkust. Deze moskeeën werden in 2021 beschermd als cultureel werelderfgoed. 
De moskeeën, gelegen in Tengréla, Kouto, Sorobango, Samatiguila, M'Bengué, Kong en Kaouara, plaatsen in de Noord-Ivoriaanse districten Savanes, Denguélé en Zanzan, worden gekenmerkt door uitstekende wandpijlers, verticale steunberen versierd met aardewerk of struisvogeleieren, en spits toelopende minaretten. Zij vormen een interpretatie van een bouwstijl die vermoedelijk rond de 14e eeuw is ontstaan in de Malinese stad Djenné, die toen deel uitmaakte van het koninkrijk Mali, dat welvarend was door de handel in goud en zout over de Sahara naar Noord-Afrika. 
Vooral vanaf de 16e eeuw verspreidde de stijl zich vanuit de woestijngebieden naar het zuiden, naar de Soedanese savanne, waar de gebouwde moskeeën wel lager werden en sterkere steunberen kregen als reactie op het nattere klimaat. De geselecteerde moskeeën zijn de best bewaarde van de twintig dergelijke bouwwerken die in Ivoorkust zijn overgebleven, waar er in het begin van de 20e eeuw nog honderden stonden. De kenmerkende Soedanese stijl van de moskeeën, die kenmerkend is voor het savannegebied van West-Afrika, ontwikkelde zich tussen de 17e en 19e eeuw toen handelaars en geleerden zich vanuit het koninkrijk Mali naar het zuiden verspreidden en de transsaharaanse handelsroutes uitbreidden tot in het bosgebied. Zij vormen zeer belangrijke getuigenissen van de transsaharahandel die de uitbreiding van de islam en de islamitische cultuur vergemakkelijkte en weerspiegelen een fusie van islamitische en lokale architectonische vormen in een zeer kenmerkende stijl die is blijven bestaan in de tijd.
| #        | Naam                                        | Locatie               | Coördinaten                    |
| -------- | ------------------------------------------- | --------------------- | ------------------------------ |
| 1648-001 | (Oude of Kleine) Moskee van Tengréla        | Tengréla, Savanes     | 10° 29′ 25″ NB, 06° 24′ 37″ WL |
| 1648-002 | Moskee van Kouto                            | Kouto, Savanes        | 9° 53′ 35″ NB, 06° 24′ 52″ WL  |
| 1648-003 | (Kleine) Moskee van Sorobango               | Sorobango, Zanzan     | 08° 10′ 23″ NB, 02° 42′ 38″ WL |
| 1648-004 | Moskee van Samatiguila                      | Samatiguila, Denguélé | 09° 49′ 8″ NB, 07° 33′ 34″ WL  |
| 1648-005 | Moskee van Nambira of Namboura missiri koro | M'Bengué, Savanes     | 10° 07′ 44″ NB, 05° 54′ 16″ WL |
| 1648-006 | Grote Moskee van Kong                       | Kong, Savanes         | 09° 08′ 57″ NB, 04° 36′ 34″ WL |
| 1648-007 | Kleine Moskee van Kong                      | Kong, Savanes         | 09° 08′ 53″ NB, 04° 36′ 40″ WL |
| 1648-008 | Moskee van Kaouara                          | Kaouara, Savanes      | 10° 05′ 25″ NB, 05° 11′ 41″ WL |

Op 27 juli 2021 tijdens de 44e sessie van de Commissie voor het Werelderfgoed werden de moskeeën als groepsinschrijving onder de naam van "Moskeeën in Soedanese stijl in Noord-Ivoorkust" opgenomen op de UNESCO werelderfgoedlijst. 